# Fabriciana cuneata
Fabriciana cuneata är en fjärilsart som beskrevs av Tutt 1896. Fabriciana cuneata ingår i släktet Fabriciana och familjen praktfjärilar. Inga underarter finns listade i Catalogue of Life.